# Stolperstein in Gomaringen
Der Stolperstein in Gomaringen ist dem NS-Opfer Dr. Sally Adamsohn, einem angesehenen Arzt jüdischer Herkunft,  gewidmet. Stolpersteine werden vom Kölner Künstler Gunter Demnig in weiten Teilen Europas verlegt. Sie erinnern an das Schicksal der Menschen, die von den Nationalsozialisten ermordet, deportiert, vertrieben oder in den Suizid getrieben wurden und liegen im Regelfall vor dem letzten selbstgewählten Wohnsitz des Opfers.
Der Stolperstein von Gomaringen wurde am 30. März 2019 vom Künstler persönlich verlegt.

## Stolperstein
| Stolperstein | Inschrift                                                                                | Standort           | Name, Leben |
| ------------ | ---------------------------------------------------------------------------------------- | ------------------ | --- |
|              | HIER WOHNTE DR. SALLY ADAMSOHN JG. 1863 DEPORTIERT 1942 THERESIENSTADT ERMORDET 1.9.1942 | Linsenhofstraße 24 | Dr. Sally Adamsohn wurde am 9. August 1863 in Landeck in Westpreußen geboren. Er promovierte 1893 an der Universität Würzburg und ließ sich danach als praktischer Arzt in Podejuch nahe Stettin nieder. Von 1900 bis 1925 war er als Landarzt in Gomaringen tätig. Er galt als sozial eingestellter Mediziner und suchte im Notfall bei jeder Witterung auch die entlegenst wohnenden Patienten auf. Im kollektiven Ortsgedächtnis ist er als der „Mann mit Hut und Schirm“ verankert, der den Armen oftmals kein Honorar verrechnete. Er war gut in die Dorfgemeinschaft integriert, war anerkannt und gern gesehener Gast bei Vereinsfeiern und anderen geselligen Anlässen. Er blieb Junggeselle und war tief religiös. Regelmäßig besuchte er der Sabbatgottesdienst in der Tübinger Synagoge. 1925 zog er sich zurück und übergab die Praxis seinem Nachfolger Dr. Friedrich Schilling. Danach lebte er bescheiden in Untermiete. Nach der Machtergreifung Hitlers und der NSDAP folgten Jahre der Diffamierung und Repression. Kurz vor der drohenden Deportation versuchte er sich das Leben zu nehmen. Um ihm deportationsfähig zu machen, wurde er wieder gesund gepflegt. In der zweiten Augusthälfte des Jahres 1942 wurde Adamsohn abgeholt und am 22. oder 23. August wurde er mit dem Transport XIII/1 von Stuttgart nach Theresienstadt deportiert. Seine Transportnummer war 422. Nach wenigen Tagen, am 1. September 1942, verlor er dort im Alter von 79 Jahren sein Leben. Die offizielle Todesfallanzeige beschreibt ihn als „weibl.“ und diagnostiziert als Todesursache „Marasmus“, Altersschwäche. Im Jahr 1994 beschloss der Gemeinderat von Gomaringen, einen Platz im Wohngebiet Wöltersäcker II nach Sally Adamsohn zu benennen. Zwei Jahre später wurde im Schlosshof ein Mahnmal errichtet. Eine Stele des Gomaringer Geschichtslehrpfads in der Tübinger Straße erinnert an eine seiner Wohnadressen. |

## Verlegung
- 30. März 2019